# Federación de Emiratos Árabes del Sur
La Federación de Emiratos Árabes del Sur (en árabe اتحاد إمارات الجنوب العربي) fue una federación de estados bajo control británico que pertenecían al Protectorado de Adén en la región de Yemen del Sur, en la península arábiga. La Federación fue firmada por seis estados el 11 de febrero de 1959 en la Colonia de Adén. Posteriormente se añadieron 9 estados más. El 4 de abril de 1962 la Federación de Emiratos Árabes del Sur se convierte en la Federación de Arabia del Sur. El 18 de enero de 1963, la Colonia británica de Adén se integra en dicha federación como Estado de Adén.  

## Estados miembros
Fundado mediante el acuerdo de 6 entidades, posteriormente fueron uniéndose otras procedentes del Protectorado de Arabia del Sur.

### Estados fundadores
- Emirato de Beihan
- Emirato de Dhala
- Sultanato de Audhali
- Sultanato de Baja Yafa
- Sultanato de Fadhli
- Emirato del Alto Awlaki (con el territorio tribal de Nissiyin)

### Miembro adherido el 5 de octubre de 1959
- Sultanato de Lahij

### Miembros adheridos en febrero de 1960
- Estado de Dhatina
- Sultanato del Bajo Awlaki (con el territorio tribal de Ba Kazim)
- Estado de Aqrabi

### Miembros adheridos el 1 de abril de 1962
- Wahidi Balhaf, Wahidi Bir Ali y Wahidi Haban, fusionados como el Estado de Wahidi